# Казахи (команда КВН)
Команда «Каzахи» является старым составом сборной Казахстана «Астана.kz», сменившим название из-за того, что под ним выступает так называемый молодой состав.

## История
В 2000 году в Высшей лиге КВН появляется первая казахская команда, под названием «Казахстанский проект». В первой же своей игре команда занимает второе место, тем самым проходит в четвертьфинал. Но на четвертьфинале команда проигрывает командам «УЕздный город» и «Уральские пельмени». В итоге команда выходит из дальнейшей борьбы.
В 2001-м году команда из-за недостаточной подготовки выступает в сезоне в качестве гостей. В этом же году команда «Сборная Астаны» стала чемпионом лиги «Сибирь».
В 2002-м году в Высшей лиге играет «Сборная Астаны». На первой же своей игре команда терпит поражение. На Юрмальском фестивале Спецприз «Малый КиВиН» (за 4-5 место). Также в этом году команда приняла участие в Высшей Украинской лиге.
В 2003-м году команда «Сборная Астаны» вновь попадает в Высшую лигу, но опять же проигрывает на 1/8. Однако команду добрали по СМС-голосованию. Четвертьфинал команда также проигрывает. Участвует на Юрмальском фестивале, но не побеждает в игре.
Год 2004 стал более успешным: команда наконец-таки проходит 1/8 своими силами. Но четвертьфинал команда вновь проигрывает. В этом же году команда «Голос Азии» принимает участие в Премьер-лиге. Команда с легкостью проходит Отборочный тур, но проигрывает 1/8.
В 2005 году формируется сборная Казахстана «Астана.kz». В эту команду входят участники «Казахстанского проекта», «Сборной Астаны» и «Голоса Азии». Команда с лёгкостью проходит 1/8, занимая второе место. Но четвертьфинал, как и предыдущие казахские команды, проигрывает. На Юрмальском фестивале команда выступила в блоке и не претендовала на главные призы. На дне рождения КВН команда играет за «Сборную претендентов».
Год 2006. Команда на 1/8 занимает второе место и проходит в четвертьфинал. В четвертьфинале команда сыграла прекрасно и заняла второе место, тем самым впервые проходя в полуфинал. На Юрмальском фестивале команда получает «Малого КиВиНа в золотом» (за 4 место). А в полуфинале команда терпит поражение, заняв последнее третье место.
В 2007 году команда обновляет состав. Некоторые участники уходят и приходят новые, молодые КВНщики. На 1/8 команда набирает 11 баллов из 11, тем самым заняв первое место и пройдя в четвертьфинал. Однако команда вновь проигрывает четвертьфинал, заняв последнее место. После проигрыша на стадии четвертьфинал команду приглашают в Высшую Украинскую лигу. Команда начинает свой сезон сразу же со стадии полуфинал, но, заняв второе место и проиграв «Станции Спортивной», команда заканчивает свой сезон на Украине. Также в этом году на Юрмальском фестивале, команда получает «Малого КиВиНа в тёмном» (за 6 место).
В 2008 году команда вновь идёт в Высшую лигу, но неожиданно занимает 4-е место из 5. Вплоть до третьей 1/8 считается, что команда уже покинула текущий сезон: для того чтобы команду добрали в следующий тур, нужно занять третье место. Но на третьей 1/8 жюри КВН решает добрать все команды, занявшие третьи места, а также Астану.kz, занявшую 4-е место. На четвертьфинале команда разделяет первое место вместе с командой «Фёдор Двинятин». На Юрмальском фестивале «Астана.kz» получает «Большого КиВиНа в тёмном» (за 3-е место). На полуфинале команде попадаются очень сильные противники: «Сборная ГУУ», «Свердловск» и «Пирамида». Но это не мешает им занять проходное второе место (первое место заняла команда «Пирамида»). Тем не менее команда впервые выходит в финал. Однако финал был проигран командам: «СОК» (третье место), «Пирамида» (второе место) и «МаксимуМ» (первое место и титул чемпионов).
В 2009 году команда отказывается от участия в Высшей лиге. Однако появляется молодой состав «Астаны.kz», в который входят кавээнщики, входившие в первый состав в 2007-х и 2008-х годах.
В 2010 году появляется команда КВН «Каzахи». В неё входят кавээнщики старого состава. На 1/8 команда занимает второе место, уступив команде «Триод и Диод». На четвертьфинале команда занимает третье место, тем самым проходит в полуфинал. На полуфинале команда разделяет первое место со Сборной Краснодарского края «БАК — Соучастники». Финал 2010 года для команды уже второй. Несмотря на то, что команда показала свой лучший СТЭМ, который назывался «Приезд тещи», набрав за него максимальный балл, они всё равно не стали чемпионами. «Каzахи» заняли второе место, проиграв Сборной Краснодарского края «БАК — Соучастники» со счётом 17.0:17.6.
В январе 2011 года на фестивале в Сочи состоялось последнее выступление «Каzахов», которое было встречено бурными аплодисментами. От участия в Высшей лиге КВН 2011 года команда отказалась. На Юрмальском фестивале объединились с командой «Астана.kz», но не смогли получить наград.
В 2012 году некоторые участники команды вошли в команду под названием «Сборная Казахстана», а именно вернулись Нурлан, Кумар, Гульнара, Нурдаулет. Вместе с ними играли также команда «Астана.kz» и фронтмен команды «Спарта» Данияр. Команда попала в Высшую лигу. На своей первой игре «Сборная Казахстана» занимает второе место и проходит в четвертьфинал. На четвертьфинале к команде присоединился Ярослав Мелехин. Команда проигрывает командам «Вятка» и «ГородЪ ПятигорскЪ». Позже их добирают в полуфинал. В полуфинале занимают последнее место и вылетают из сезона.
В 2017 году в столице Казахстана городе Астане прошёл Летний кубок КВН, в котором приняли участие чемпионы Высшей лиги КВН 2013 года «ГородЪ ПятигорскЪ», 2015 года «Сборная Камызякского края по КВН» и 2016 года «Азия MIX». Также была приглашена и команда «Казахи», которая ради участия в этом турнире на родной земле собрались спустя несколько лет после своего последнего выступления в соревнованиях КВН. Набрав высший балл во всех трёх конкурсах «Казахи» стали обладателем Летнего кубка.
25 августа 2018 года выступили на игре «Встреча-игра выпускников КВН 2018». Игра проходила в концертном зале «Фестивальный» в г. Сочи. Соперниками команды «Каzахи» была команда «Сок» из г. Самара.

## Состав
Над командой КВН «Казахи» трудятся:
- Нурлан Коянбаев,
- Кумар Лукманов,
- Ярослав Мелехин,
- Нуржан Бейсенов,
- Турсынбек Кабатов[2][3]
- Нурдаулет Шертим,
- Санат Шапашов,
- Малик Хасенов,
- Даут Шайхисламов,
- Гульнарa Сильбаева,

- Руководитель команды — Досжанов Акылбек